# Mankato, Minnesota
För Mankato i Kansas, se Mankato, Kansas.
Mankato är en stad i Blue Earth County, Nicollet County och Le Sueur County i delstaten Minnesota, USA med 44 488 invånare (2020). Mankato är administrativ huvudort (county seat) i Blue Earth County. 
Mankato förekommer i TV-serien Lilla huset på prärien.